# Théorie du commerce intra-branche
Les théories du commerce intra-branche sont un ensemble de théories du commerce international qui expliquent pourquoi, dans le commerce international, on observe que des pays s'échangent entre eux des biens similaires, souvent issus du même secteur économique, et nécessitant les mêmes facteurs de production. Le plus célèbre des modèles de commerce intra-branche est celui d'Elhanan Helpman et Paul Krugman développé en 1985.
Cette théorie fait partie des nouvelles théories du commerce qui sont formalisées dans les années 1990.

## Concept
Les théories du commerce internationale cherchent à expliquer les déterminants des échanges entre les pays. La plupart de ces théories, dont notamment la modèle Heckscher-Ohlin-Samuelson (HOS), expliquent les échanges de biens différents entre pays. Toutefois, elles n'expliquent pas que deux pays dotés de facteurs de production similaires puissent s'échanger des biens similaires. Or, le commerce intra-branche augmente fortement après la Seconde Guerre mondiale, contraignant les économistes à trouver une réponse à cette interrogation.
Plusieurs modèles ou théories sont développés à partir des années 1960. Linder publie en 1961 un papier où il soutient que le commerce intra-branche entre pays similaires s'explique par les comportements de la demande. Les pays arrivés au même niveau de développement auraient ainsi la même structure de demande. Béla Balassa utilise l'expression de « commerce intra-branche ». En 1975, Herbert Grubel et Peter Lloyd proposent une formule pour mesurer l'importance du commerce intra-branche. Cette formule, appelée indice Grubel-Lloyd, apporte la preuve d'une croissance des échanges intra-branche dans les pays développés.
Il faut toutefois attendre les années 1980 et 1990 pour que des théories plus avancées émergent. Une multiplicité de théories sont alors développées, chacune ayant comme dénominateur l'emphase donnée à la question du commerce intra-branche. Comme le souligne Charles van Marrewijk en 2002, les théories du commerce intra-branche se fondent pour la plupart sur une analyse plus fine des biens échangés, et ainsi reconnaît le rôle joué par la diversité et la variété des biens, c'est-à-dire le fait qu'il n'y a jamais deux biens produits par deux entreprises différentes qui soient parfaitement substituables. Il écrit ainsi : « une explication théorique [du commerce intra-branche] doit [...] permettre de distinguer les biens et les services en ce qu'ils sont similaires, mais pas parfaitement substituables ».

## Typologie

### Théorie des biens différenciés de Helpman et Krugman
La plus connue est celle de Elhanan Helpman et Paul Krugman (1985). Elle réutilise la théorie de la concurrence monopolistique de Chamberlin, en la combinant avec la théorie HOS, dont elle intègre les différences de dotation factorielles. Elle prend toutefois aussi en compte la différenciation horizontale des produits, et postule que les économies d'échelle sont croissantes.
Cette théorie soutient que chaque entreprise a une sorte de monopole sur ses produits, car aucun produit n'est un substitut parfait. La concurrence se joue sur les petites différences entre ces produits, car les consommateurs ont une préférence pour la variété. Lors d'une ouverture au commerce international, les pays vont se spécialiser dans la variété de biens dans la production desquels ils sont les meilleurs.
Les gains à l'échange proviennent de ce que les consommateurs bénéficient de l'augmentation de la variété des biens à leur disposition ; pour les entreprises, cela s'explique par une meilleure exploitation des économies d'échelle, qui en retour permettent des coûts de production plus faibles, des profits plus élevés, et des prix plus faibles pour les consommateurs.

### Théorie dudumpingréciproque de Brander et Krugman
La théorie du dumping réciproque est développée par James Brander et Paul Krugman (1983). Les biens sont échangés par deux pays en position de monopole pour leur propre bien. Dans ce cas, chaque entreprise a intérêt à l'échange commercial car elle peut pratiquer une discrimination par les prix, en proposant un prix à l'export différent du prix sur le marché intérieur.

### Théorie du commerce intra-branche vertical
Une autre théorie postérieure, appelée théorie du commerce intra-branche vertical (vertical intra-trade industry trade) a été mise au jour dans les années 1980. Les auteurs (Flam et Helpman, 1987 ; Falvey et Kierzkowski, 1987) montrent que les échanges intra-branche peuvent être liés à des biens similaires mais de qualité différente. Dans ce cas, les produits de meilleure qualité sont ceux produits avec le plus de capital, c'est-à-dire ceux qui sont produits dans les pays riches.
Cela est particulièrement vrai dans le cadre de la fragmentation des chaînes de valeur. La Chine importe des puces électroniques, qu'elle assemble pour fabriquer des ordinateurs. Il s'agit de commerce intra-branche, au sein de la branche informatique. La multiplication des étapes de fabrication des biens industriels modernes a fait augmenter ce commerce intra-branche vertical. Parfois, c'est même une seule et même entreprise qui importe un bien nécessaire à la production d'un autre bien d'un de ses entrepôts à un autre de ses entrepôts, auquel cas le commerce international est à la fois verticalement intra-branche, et intra-firme.

## Vérification empirique
Marius Brülhart estime en 2009 l'évolution du commerce intra-branche depuis les années 1960 dans le monde. Il montre que ce commerce a augmenté de 7% du commerce international en 1962 à 27% en 2006.  
Une étude de l'OCDE estime, en 2002, que cette augmentation est en grande partie due à la sophistication et la complexité accrue des biens manufacturés. Ces biens sont aujourd'hui bien plus différenciés que par le passé (une voiture peut être achetée de différentes couleurs) ; la fragmentation des chaînes de valeur joue aussi un rôle majeur. 
Le commerce intra-branche serait d'autant plus important que les pays sont proches économiquement. Baldwin estime ainsi en 2016 que 65% du commerce entre la France et l'Allemagne est intra-branche. Le commerce intra-branche peut être intense même entre des pays aux revenus très différents ; c'était par exemple le cas entre les États-Unis et le Mexique dans les années 1980, même avant l'entrée en vigueur de l'Accord de libre-échange nord-américain. Roy Ruffin calcule en 1999 que 80% du commerce entre le Mexique et son voisin du Nord est du commerce intra-branche en 1998. 